# Anne Sewell Young
Anne Sewell Young (2 de enero de 1871–15 de agosto de 1961) fue una astrónoma estadounidense, profesora de astronomía en el Mount Holyoke College durante 37 años.

## Biografía
Anne Sewell Young nació en Bloomington, Wisconsin el 2 de enero de 1871, hija del reverendo Albert Adams Young y de Mary Sewell. Obtuvo su licenciatura en la Universidad Carleton de Minnesota en 1892, dirigiéndose a continuación a Walla Walla (Washington)  y para dedicarse a la enseñanza de las matemáticas en el Whitman College durante tres años antes de regresar a Carleton,  obteniendo su maestría en 1897, y su doctorado por la Universidad de Columbia en 1906. Su tesis evaluó mediciones de fotografías del firmamento antiguas, determinando que la constelación Perseo  tenía más del doble de estrellas de lo que se había pensado hasta entonces.
Young comenzó su carrera en el Monut Holyoke College en 1899, donde influyó decisivamente en la vocación de su alumna, la también astrónoma Helen Sawyer Hogg. Fue nombrada directora del Observatorio John Payson Williston, donde supervisó un programa de observación para el seguimiento de las manchas solares. Concertó reuniones en el observatorio para el alumnado de Mount Holyoke, y en 1925 organizó para sus estudiantes un viaje en tren hasta el centro de Connecticut para observar un eclipse solar total.
Young tuvo un interés especial por las estrellas variables, interés que compartía con Edward Charles Pickering, director del Observatorio del Harvard College. Fue uno de los ocho miembros fundadores de la Asociación Americana de Observadores de Estrellas Variables (AAVSO), y contribuyó a la organización con más de 6500 observaciones de estrellas variables. Fue elegida Presidenta de la organización en 1923.
Young se retiró en 1936, trasladándose a Claremont, California, con su hermana. Murió allí el 15 de agosto de 1961.